# Гольяниха
Голья́ниха — деревня в составе Ивановского сельского поселения Шарьинского района Костромской области России.

## География
Деревня расположена у берега реки Ветлуга.

## История
Согласно Спискам населенных мест Российской империи в 1872 году деревня относилась к 2 стану Ветлужского уезда Костромской губернии. В ней числилось 7 дворов, проживали 35 мужчин и 41 женщина.
Согласно переписи населения 1897 года в деревне проживало 149 человек (51 мужчина и 98 женщин).
Согласно Списку населенных мест Костромской губернии в 1907 году деревня относилась к Рождественской волости Ветлужского уезда Костромской губернии. По сведениям волостного правления за 1907 год в деревне числилось 23 крестьянских двора и 207 жителей. В деревне имелась кузница. Основным занятием жителей деревни был лесной промысел.

## Население
| 2008 | 2010 | 2014 |
| ---- | ---- | ---- |
| 24   | ↘11  | ↗22  |